# Rajd Nikon 2007
Rajd Nikon 2007 – 3. edycja Rajdu Nikona. Był to rajd samochodowy rozgrywany od 8 do 9 września 2007 roku. Była to siódma runda Rajdowych Samochodowych Mistrzostw Polski w roku 2007. Rajd składał się z trzynastu odcinków specjalnych.

## Wyniki końcowe rajdu[1]
| Miejsce | Kierowca             | Pilot            | Samochód                       | Czas      | Strata  | Grupa Klasa |
| ------- | -------------------- | ---------------- | ------------------------------ | --------- | ------- | ----------- |
| 1       | Bryan Bouffier       | Xavier Panseri   | Peugeot 207 S2000              | 1:40:04.0 | -       | S2000       |
| 2       | Leszek Kuzaj         | Jarosław Baran   | Subaru Impreza STi N12B        | 1:41:10.2 | +1:06.2 | N4          |
| 3       | Maciej Lubiak        | Przemysław Mazur | Fiat Grande Punto Abarth S2000 | 1:41:53.8 | +1:49.8 | S2000       |
| 4       | Kajetan Kajetanowicz | Maciej Wisławski | Mitsubishi Lancer Evo IX       | 1:44:04.6 | +4:00.6 | N4          |
| 5       | Sebastian Frycz      | Jacek Rathe      | Subaru Impreza STi N12         | 1:44:18.0 | +4:14.0 | N4          |
| 6       | Grzegorz Grzyb       | Joanna Madej     | Suzuki Swift S1600             | 1:44:32.5 | +4:28.5 | A6/S        |
| 7       | Bartłomiej Grzybek   | Michał Ranik     | Mitsubishi Lancer Evo VIII     | 1:45:18.0 | +5:14.0 | N4          |
| 8       | Mariusz Stec         | Zbigniew Gruszka | Mitsubishi Lancer Evo IX       | 1:45:56.1 | +5:52.1 | N4          |
| 9       | Paweł Dytko          | Tomasz Dytko     | Mitsubishi Lancer Evo IX       | 1:46:00.7 | +5:56.7 | N4          |
| 10      | Tomasz Kuchar        | Jakub Gerber     | Subaru Impreza STi N12         | 1:47:44.8 | +7:40.8 | N4          |